# Gastón Guruceaga
Gastón Guruceaga Fagúndez (Artigas, 15 de março de 1995) é um futebolista uruguaio que atua como goleiro. Atualmente, joga pelo Juventude

## Carreira

### Peñarol
Revelado pelo Peñarol, Guruceaga fez sua estreia profissional na primeira rodada da temporada 2015–16, em vitória por 3–0 contra o Cerro, no Estádio Centenario. O clube conquistou o título nacional naquela temporada.
Na época seguinte, após a saída de Maximiliano Olivera para a ACF Fiorentina, o técnico Jorge Orosmán da Silva escolheu Guruceaga como capitão do time, mesmo com apenas 21 anos.
Em 24 de janeiro de 2018, foi emprestado ao Club Guaraní, do Paraguai, até o final da temporada.

### Montevideo City Torque e passagens seguintes
Entre 2021 e 2023, defendeu o Montevideo City Torque, somando 78 partidas e até mesmo marcando um gol. Em 2024, atuou pelo Liverpool, conquistando a Supercopa Uruguaia de 2024. Ainda em 2024, transferiu-se para o Deportivo Cali, da Colômbia.

### Juventude
Em 25 de julho de 2025, o Juventude anunciou a contratação de Gastón Guruceaga, que estava no Deportivo Cali, da Colômbia. O goleiro uruguaio assinou contrato até o final da temporada de 2025.

## Seleção Uruguaia
Guruceaga representou a Seleção Uruguaia de Futebol Sub-20 no Campeonato Sul-Americano de Futebol Sub-20 de 2015, realizado no Uruguai, sendo eleito o melhor goleiro do torneio.
Foi convocado para a lista preliminar da Copa América Centenário, mas acabou sendo cortado da relação final.

## Títulos
Peñarol
- Campeonato Uruguaio: 2015–16, 2017[9]

Tigre
- Copa da Superliga Argentina: 2019[6]

Liverpool
- Supercopa Uruguaia: 2024[9]